# تلاش برای نجات گروگان بولو مارر
در تاریخ ۱۱ ژانویه ۲۰۱۳، نیروهای مسلح ارتش فرانسه عملیات شکست خورده‌ای را در بالو مارز، شبل پایین، سومالی برای رها نمودن گروگان فرانسوی دنیس الکس از نهاد اسلام‌گرای شبه نظامی الشباب شروع نمود. آلکس در حین جواب دادن اعدام گردید و ۲ کماندوی فرانسوی و دست کم ۸ غیرنظامی در این جنگ کشته شدند.

## زمینه
دنیس آلکس و مارک اوبرییر در سال ۲۰۰۹ از جانب اداره کل امنیت خارجی فرانسه (دی جی اس ای) به موگادیشو، سومالی اعزام گردیدند تا سربازهای حکومت فدرال تراگذری را تعلیم دهند. در تاریخ ۱۴ ژوئیه ۲۰۰۹، هر دوی آنان از هتلی که در آن اتراق داشتند از جانب افرادی مجهز پلیس جعلی بودند، دزدیده شدند. دزدان افراد را در کامیون سوار نموده و هتل را ترک نمودند، ولی بعدها کامیون ویران گردید. در حالی که کامیون ویران شده بود، افراد دزدیده شده با گروه حزب اسلام، یک شبه نظامی اسلام‌گرای اهل سومالیایی، که راغب دستگیری گروگان‌ها بودند، روبرو شدند. آنان بعد از روبروی سپس از جانب جنگاوران حزب اسلام اسیر گردیدند و بعدها الکس به شبه نظامیان متحد الشباب انتقال پیدا کرد.
در تاریخ ۲۵ اوت ۲۰۰۹، براساس نقل خود از سوانح، اوبرییر که در موگادیشو محافظت می‌شد، نصف شب در حالی که آنان در خواب بودند از دست اسیر کننده‌هایش پا به فرار می‌گذارد. وی بعد از این کارش به اندازه ۵ ساعت تا ساختمان حکومتی سومالی در واقع شده در شهر رفت و از آن مکان به فرانسه برگردانده شد. با این شرایط موجود، حساب اوبرییر از جانب برخی از سومالیایی‌ها به نام ناشدنی مورد منازعه واقع گردید و از جانب آنان توصیه شد که آزادی او بعد از پرداخت عوارض از جانب دولت فرانسه کفالت گردید. و بعد از این اقدام آنان گفتند که این کار را انجام نداده‌اند.
در دسامبر ۲۰۱۲، زمانیکه که اخبار به دی جی اس ای منتقل گردید که وضعیت سلامتی اسیر رو به سختی می‌باشد، رئیس‌جمهور فرانسهفرانسوا اولاند به قسمت دی جی اس ای دستور داد تا برای انجام یک مسئولیت نجات گروگان که پیش از این ضدیت گردیده بود، حاضر شوند. دی جی اس ای یک گروه ۵۰ نفره جدال هم جوار از عملیات لشکر (مشهور به سی پی ای اس) را به اردوگاه لمونیه ارسال کرد، محلی که آنان برای این مأموریت با تیم کم جمعیتی از نیروی دریایی ایالات متحده اس آی ای ال از سواره نظام‌های قرمز، دی آی وی جی آر یو تعلیم دیدند. بعلاوه آخرین اطلاعات اطلاعاتی از سمت مامورهای سومالی، ایالات متحده همچنین دارایی‌های مراقبتی، همانند یک پهپاد جی اس او سی پرداتور واقع شده در اردوگاه لمونیر و پوشش هوایی از هر دو لاکهید ای اس ۱۳۰ و یک پهپاد آر کیو گلوبار هاوک ۴ در طول خودش مأموریت عرضه کرد.

## عملیات
نزدیک ساعت ۲:۰۰ صبح به وقت محلی در تاریخ ۱۱ ژانویه ۲۰۱۳، ۵۰ نیروی اختصاصی فرانسوی از واحد مبادرت مستقیم بسیار مخفی دی جی سی ای به اسم" اقدام لشکر " با حمایت هلیکوپترهای EC-یوروکوپتر ئی سی ۷۲۵ که از میسترال اعزام گردیده بودند، به یک فرد حجوم آوردند. - وضع شباب در بولو مارر، سومالی، مکانی که تصور می‌شود که دنیس آلکس در آن مکان محافظت می‌شود. تهاجم بسیاری به اندازه ۴۵ دقیقه ادامه پیدا کرد و در این تداول تهاجم ۱۷ جنگاور الشباب و ۲ سرباز فرانسوی به قتل رسیدند. نیروهای اختصاصی فرانسه سپس عملیات را رها نمودند.
ارتش فرانسه بر این باور می‌باشد که گروه الشباب الکس را در تداول این عملیات اعدام نموده‌اند. با این شرایط کنونی، الشباب دعوی می‌کرد که الکس هنوز زنده می‌باشد و در بازداشت به سر می‌برد.
بعلاوه، ارتش فرانسه اعلام کرد که یک سرباز ناپدید شده. آنان کمابیش خاطر جمع بودند که او در تداول جنگ به قتل رسیده. الشباب بعدها ادعا کرد که با وجود منتشر کردن عکس‌هایی از سرباز به قتل رسیده شده، سرباز ناپدید شده را که در تداول جنگ روی زمین زخمی گردیده شده، دستگیر نموده‌است. علاوه بر کشته شده‌های نظامی، ۸ غیرنظامی نیز از قبیل یک زن باردار در تداول این عملیات به قتل رسیده و جمعی دیگر نیز مجروح گردیده شدند.
به فرموده وینسنت نوزیل، روزنامه نویس فرانسوی، بیش از ۷۰ شبه‌نظامی سومالیایی به قتل رسیدند و ده‌ها غیرنظامی قربانی یک «تطهیر» شدند که از جانب کماندوهای فرانسوی برای محافظت کردن از اثر غیرمنتظره عملیات صورت گرفت.